# Gemeentes van Qatar
Qatar is onderverdeeld in 10 gemeentes (Arabisch: Baladiyah):

Gemeentes van Qatar

1. Doha
2. Al Ghuwariyah
3. Al Jumaliyah
4. Al Khawr
5. Al Wakrah
6. Ar Rayyan
7. Jariyan al Batnah
8. Ash Shamal
9. Umm Salal
10. Mesaieed